# Abu Dżadha Kabir
Abu Dżadha Kabir (arab. أبو جدحة كبير) – wieś w Syrii, w muhafazie Aleppo, w dystrykcie Manbidż. W 2004 roku liczyła 580 mieszkańców.